# Стартовый двигатель
Стартовый двигатель (английский язык — launch motor, сокращённо — launcher, возможны варианты названия в зависимости от конкретной разновидности, см. разновидности) — элемент силовой (двигательной) установки ракеты, летательного аппарата, реактивного снаряда или боевого припаса, использующего реактивный принцип движения (далее — ракета), предназначенный для приведения ракеты в движение из состояния готовности к пуску, придания ей необходимого ускорения и разгона до требуемой скорости.
Если ракета многоступенчатая, то стартовый двигатель или несколько таковых, в сборе с оболочкой корпуса и установленным снаружи неё возможными оперением и другими конструктивными элементами, образуют стартовую или первую ступень ракеты.

## Разновидности

### Вышибной заряд
Наименование вышибной заряд употребляется применительно к различным неуправляемым артиллерийским, инженерным и специальным боеприпасам, а также другим образцам вооружения, не предусматривающим дальнейшего их наведения или самонаведения после производства выстрела или срабатывания инициирующего механизма.

### Выбрасывающий двигатель
Выбрасывающий двигатель выталкивает ракету из канала пускового устройства.
Наименование выбрасывающий двигатель употребляется применительно к тактическому (ЗУР, ПТУР) и стратегическому (МБР, БРПЛ) управляемому ракетному вооружению и, как правило, относится к технически более сложным устройствам, нежели вышибной заряд.
Также этот термин применяется к установкам, где среда запуска не позволяет сразу вступить в работу маршевому двигателю (пуск из-под воды или из-под земли), либо где его преждевременный запуск может привести к критическим последствиям для запускающих или средства-носителя.
Поэтому полная выработка его топлива, как правило, достигается во время движения ракеты внутри ПУ, до выхода наружу. Для уменьшения полётной массы ракеты такой двигатель отделяется от ракеты почти сразу после покидания ею пусковой установки

### Разновидности по типу пускового устройства

#### Пусковая труба
Применительно к тактическому ракетному вооружению, запускаемому из пусковых труб с плеча или со станка, наименование «выбрасывающий двигатель» употребляется к зенитным управляемым ракетам и противотанковым управляемым ракетам. Выбрасывающий двигатель предназначается для выброса ракеты из пусковой трубы (отсюда и название). Он состоит из стакана, выбрасывающего заряда, воспламенителей и соплового блока. Для обеспечения безопасности стрелка или расчёта переносных ракетных комплексов, выбрасывающий двигатель заканчивает работу до вылета ракеты из пусковой трубы, — данное требование безопасности могло не соблюдаться на передвижных и стационарных ракетных комплексах, где расчёт или экипаж был защищён от поражающих факторов разлёта газообразных продуктов сгорания топлива выбрасывающего двигателя оболочкой корпуса техники, а также на ранних моделях переносных ракетных комплексов, что требовало оснащения стрелков специальными средствами индивидуальной защиты (шлемами, очками, наушниками и т. п.). После полного выхода ракеты наружу, — от переднего среза пусковой трубы до точки зажигания маршевого двигателя, — ракета летит на полученной инерции. Вторичная задача выбрасывающего двигателя, помимо придания ракете требуемого начального ускорения, придать ей необходимую угловую скорость вращения для стабилизации её полёта и обеспечения устойчивости в пространстве.

#### Пусковая установка
Применительно к стратегическому ракетному вооружению, запускаемому из шахтных пусковых установок или установок вертикального пуска, наименование «выбрасывающий двигатель» употребляется к межконтинентальным баллистическим ракетам и баллистическим ракетам подводных лодок, где основное его назначение обеспечить ракете необходимое начальное ускорение, чтобы покинуть канал ствола без нанесения критических повреждений стенкам и несущим конструкциям пусковой установки, и без создания опасности для корпуса самой ракеты отражённой от стенок и дна канала ствола струёй газообразных продуктов сгорания ракетного топлива.

### Ускоритель
Наименование ускоритель или стартовый ускоритель употребляется применительно к многоступенчатым ракетам, а также к летательным аппаратам с реактивными, турбовинтовыми и поршневыми двигателями, использующими ускоритель для старта при наличии на борту груза, превышающего максимальную взлётную массу. Ускоритель является дополнительным, обычно (но не всегда) одноразовым и сбрасываемым реактивным устройством.

### Комментарии
1. ↑  В англоязычных технических публикациях термин может встречаться в форме 1) eject motor, 2) ejection motor[1][2][3][4] или 3) expulsion motor.[5][6][7][8][9]